# 西灘站
西灘站（日语：／ Nishinada eki */?）是位於兵庫縣神戶市灘區都通五丁目，阪神電氣鐵道本線的車站。車站編號為「HS29」。此站名為「西灘」，實際上車站位於東海道本線（JR神戶線）灘站東南方。

## 歷史
在1927年至1974年之間，在鄰接車站的國道2號（阪神國道）上設有電車路線阪神國道線（曾經名為阪神國道電軌）。在國道電軌開通同時此站也啟用，使此站成為本線與國道線（國道電軌）的轉車站。但是兩線沒有路軌相互連接。
在1991年至1998年之間，山陽電氣鐵道駛入至阪神本線的所有列車班次(包括山陽各站停車班次)均通過此讀。這是由於山陽車輛與阪神普通車輛（Jet車）的起動加速度差別較大，因此需要透過通過此站作時間調整。另外在發生阪神大地震前的月台只可容納4卡編成，使山陽部分6卡編成的班次不可停站，即使月台後來可容納6卡編成，在1998年前山陽電鐵本線列車也會繼續通過。另外，在山陽的普通電車中，不會以「各站停車」稱呼，會以「普通車」稱呼，這稱呼在山陽電鐵列車通過或停站時也是使用「普通車」。
另外，在1936年4月至1984年5月之間，於此站附近也設有同名車站，為阪急電鐵神戶本線西灘站。後來該站改名為王子公園站。
- 1927年（昭和2年）7月1日 - 阪神國道電軌（後來為阪神國道線）開業，電車線中的西灘站同時啟用。同時本線大石站至岩屋站之間也同時開設西灘站[1]。
- 1969年（昭和39年）12月14日 - 國道線此站至東神戶之間0.6km廢止。
- 1974年（昭和49年）3月17日 - 國道線上甲子園至此站之間廢止。自從只為阪神本線車站。
- 1991年（平成3年）4月7日 - 包含山陽電氣鐵道普通列車之內，所有山陽電氣鐵道列車均通過。
- 1995年（平成7年）
  - 1月17日 - 發生阪神大地震，使阪神本線停運。此站暫停營業。
  - 3月1日 - 此站至岩屋站之間重開（使用臨時月台（於岩屋公園北邊））[1]。
  - 6月22日 - 現時車站大樓重開[1]（開始使用高架線下行月台）。
  - 6月26日 - 御影站至此站重開[1]。同時阪神本線全線重開[1]。
- 1998年（平成10年）2月15日 - 山陽電氣鐵道再有列車停站。
- 2001年（平成13年）3月10日 - 山陽電氣鐵道S特急與普通駛入阪神本線的班次縮短至三宮站。此站沒有山陽營業列車停站。另外，當日起快速急行和急行停站。
- 2006年（平成18年）10月28日 - 準急不再駛入此站，所有優等列車均通過此站。
- 2014年（平成26年）4月1日 - 引入車站編號[2][3]。

## 車站構造
車站是一座高架車站，設有2面2線的相對式月台。車站設有轉轍器和絶對信號機，被定義為停留所。車站大樓（閘口）位於近梅田一方的第1層，月台位於第2層。

### 月台
| 月台 | 路線 | 上下行 | 方向                               |
| ---- | ---- | ------ | ---------------------------------- |
| 1    | 本線 | 上行   | 尼崎、大阪（梅田）、難波、奈良方向 |
| 2    | 本線 | 下行   | 神戶（三宮）、明石、姬路方向       |

在站內沒有標記月台編號。在官方網站的站內圖、「阪神App」中設有標示月台編號，上行方向為1號月台，下行方向為2號月台。月台只可容納6卡19m級阪神車輛，現時在時間表上並沒有6卡編成的營業列車停站。而6卡21m級的近畿日本鐵道車輛不可停站。
| ← 梅田方向      | 西灘站配線略圖 | → 三宮、元町方向 |
| 图例 参考文献： |                |                  |

## 車站周邊
- 西求女塚古墳（日语：西求女塚古墳）（求女塚西公園、國家指定古蹟）[1]
- 岩屋路口 - 國道2號、國道43號匯合處。
- 岩屋公園
- 西鄉川河口公園
- 西日本旅客鐵道（JR西日本）摩耶站（前・東灘信號站）
- 神戶灘南郵局
- 神戶市立西灘小學（日语：神戸市立西灘小学校）
- 摩耶埠頭（日语：摩耶埠頭）
- 神戶税關摩耶埠頭辦公室
- KENKO美乃滋（日语：ケンコーマヨネーズ）神戶工場、神戶分店

## 巴士路線
阪神巴士 阪神西灘站前巴士站
- 西宮神戶線（日语：阪神バス#西宮神戸線）（西行） 前往神戶税關（經三宮站前（日语：三宮駅バスのりば））／（東行）前往阪神西宮（經六甲口、甲南本通、JR蘆屋站前）

## 相鄰車站
阪神電氣鐵道
 本線
■■直通特急、■特急、■快速急行
通過
■普通
大石（HS28）－西灘（HS29）－岩屋（HS30）

### 曾經存在的路線
阪神電氣鐵道
國道線
大石川－西灘－東神戶

## 注腳
1. 1 2 3 4 5 6 7 8 9 10 11 12 13  . 神戶新聞綜合出版中心. 2012-12-10: 30. ISBN 9784343006745.
2. ↑   (PDFlink) (新闻稿). 阪神電氣鐵道株式會社. 2013-04-30  [2016-04-08]. （原始内容存档 (PDF)于2019-06-17）.
3. ↑  . 讀賣新聞（大阪晨報） (讀賣新聞大阪本社). 2014-03-20: p.32.
4. ↑  . 國説 日本之鐵道. 川島令三編著. 講談社. 2009. ISBN 978-4-06-270017-7. 27頁

## 外部連結
- 西灘（路線圖、車站資訊） - 阪神電氣鐵道